# Cratere Chesterton
Chesterton è un cratere da impatto sulla superficie di Mercurio, in prossimità del polo nord del pianeta.
Il cratere è dedicato allo scrittore inglese Gilbert Keith Chesterton.